# Weinbrunnen (Bad Bergzabern)
In Bad Bergzabern gibt es am Meßplatz (Weinstraße 43) vor dem Gebäude der Sparkasse den Weinbrunnen, der von Gernot Rumpf 1977 geschaffen wurde. Lamm, Affe, Löwe und Schwein symbolisieren die vier Zustände des Weingenusses. Die Zustände sind: lammfromm als unschuldiger Zustand, dann stark wie ein Löwe,  gefolgt von dem kindisch sein wie ein Affe und schließlich dem der Völlerei, um der schließlich wie ein Schwein zu erliegen. Im Zentrum des bronzenen Zierbrunnens befindet sich ein Weinbäumchen mit einer übergroßen Weintraube, die den gemeinsamen Bezugspunkt für die vier Zustände bildet. Auch die Wurzeln, die normalerweise unter der Erde liegen, sind dargestellt. Auf dieser wiederum sitzen Vögel.
Vor dem Brunnen steht folgender Text, der auf zwei Bronzetafeln in das Straßenpflaster eingelassen ist:
Als Noah, der Urahn aller Winzer, mit seiner Arche gestrandet war, schenkte ihm der Engel des :::Herrn eine Weinrebe. Damit die junge Rebe gut gedeihe, sollte er sie mit dem Blut eines :::Lammes und eines Affen begießen. Der Teufel, der diese Szene verfolgt hatte, fügte Weiteres :::hinzu: Blut vom Löwen und vom Schwein.
Seit dieser Zeit gilt vom Wein:
Wer einen Krug trinkt, wird fromm und zahm wie ein Lamm.
Wer zwei trinkt, gelehrig und lustig wie ein Affe.
Wer drei trinkt, stark und brüllend wie Löwe.
Wer aber vier trinkt, der grunzt und wälzt sich wie ein Schwein.
Die vier Hauptfiguren fungieren zugleich als Wasserspeier. Der Affe (Kopfform die eines Mandrills) mit geflochtenem Haar betrachtet sich in einem Handspiegel. Hinter dem Affen sind drei sich übergebende Mäuse oder Ratten dargestellt, die gerade aus dem Kopf desselben zu entfliehen scheinen. Das Schwein freilich stellt beim symbolisierten Weingenuss den Endzustand dar.